# Сальникова, Александра Фёдоровна
Александра Фёдоровна Сальникова (28 апреля 1900; Харьков, Харьковская губерния, Российская империя — 13 мая 1975; Москва, РСФСР, СССР) — советская и российская актриса театра и кино. Заслуженная артистка РСФСР (1949).

## Биография
Родилась 28 апреля 1900 года в Харькове Харьковской губернии, в семье театральных артистов. Отец — Фёдор Степанович Сальников, мать — Анна Никифоровна Сальникова.
В 1909 году была отдана в Первую Харьковскую Мариинскую женскую гимназию, которую окончила в 1918 году, после чего поступила на драматические курсы Харьковского литературно — драматического кружка и училась на стипендию М. Г. Савиной по классу Михаила Михайловича Тарханова. В 1920 году, когда Сальникова окончила курсы этого учебного заведения, была приглашена в Харьковский театр под руководством Н. Н. Синельникова, там отработала четыре сезона. После того, как Синельников покинул Харьков, Сальникова поехала за ним и выступала в различных театрах в разных городах, таких как Ростов-на-Дону, Владикавказ, Махачкала. В 1927 году поступила в Бакинский рабочий театр. После успеха в Баку, где находилась и выступала, смогла перебраться в Москву, где в 1931 году стала актрисой Московского драматического театра, а когда он был закрыт, Сальникова перебралась в театр МХАТ-2, там попала в труппу и начала выступать. В 1936 году МХАТ-2 тоже закрылся, после чего Сальникова стала служить в труппе Малого театра. В фильмах снималась мало так как актрису интересовала именно театральная деятельность, в ней у Сальниковой был большой опыт. В 1970 году попала под сокращение Малого театра и покинула его добровольно. После театра жила домашней жизнью.
Ушла из жизни 13 мая 1975 года в Москве. Похоронена с родителями под одной могильной плитой на Кузьминском кладбище.

### Личная жизнь
Была замужем за Давидом Владимировичем Калантаровым, который являлся директором издания «Госэнергоиздат». В 1936 году появился в семье сын Александр. Умер в 2009 году.

## Оценочные мнения
- Александра Фёдоровна обладала яркой фактурой, враждённым даром характерной актрисы, способностью создавать интересные по своеобразию образы — киновед Алексей Тремасов[1].
- Михаил Иванович Жаров, работавший с ней в Баку в один период, в своей книге так охарактеризовал актрису: «Особенно бурно приветствовали А. Ф. Сальникову. Её любили все. Она, молодая, красивая и стройная в великолепном красном платье, стояла строго как на часах со знаменем театра в руках.»[1]

## Фильмография
- 1940 — Старый наездник — Анна Никифоровна
- 1944 — Небо Москвы — Маша, мать Ильи
- 1946 — Каменный цветок — эпизодическая роль
- 1954 — Золотые яблоки — Елена Фёдоровна
- 1956 — Крылья (фильм-спектакль) — Надежда Степановна
- 1968 — Большая капелла (фильм-спектакль)
- 1968 — Скучная история. Из записок старого человека (фильм-спектакль) — жена Николая Степановича
- 1970 — На берегу Невы (фильм-спектакль)

## Звания и награды
- Заслуженный артист РСФСР (1949)